# Courage fuyons
Pour les articles homonymes, voir Courage et Courage (homonymie).
Pour plus de détails, voir Fiche technique et Distribution.
Courage fuyons est un film français écrit et réalisé par Yves Robert sorti en 1979.

## Synopsis
Martin Belhomme est un lâche de naissance, d'ailleurs chez lui la lâcheté se transmet de génération en génération. Après une enfance passée dans le tumulte de l'Occupation, il se « fait marier » par Mathilda qui décidera tout pour lui : ils auront deux enfants et il deviendra pharmacien, lui qui vouait une passion à la musique. Mais au terme de cette vie monotone survient Mai 68, et sa lâcheté va paradoxalement le conduire dans une folle aventure loin des siens avec Eva, ravissante blonde chanteuse dans un cabaret d'Amsterdam. Dès lors, il fera tout son possible pour séduire la belle, et passer pour un aventurier à ses yeux.

## Fiche technique
- Réalisation : Yves Robert
- Assistants réalisateur : Marc Rivière, Jean-Denis Robert
- Scénario : Jean-Loup Dabadie, Yves Robert
- Dialogues : Jean-Loup Dabadie
- Producteurs : Alain Poiré, Yves Robert
- Société de production : Gaumont International et Les Productions de la Guéville
- Photographie : Yves Lafaye
- Montage : Pierre Gillette
- Musique : Vladimir Cosma
- Son : Alain Sempé
- Décors : Jean-Pierre Kohut-Svelko
- Costumes : Christian Gasc
- Pays d'origine : France
- Langue : français
- Format : Couleur (Eastmancolor) - 35 mm - 1,66:1 - Son : Mono (RCA Photophone)
- Durée : 100 minutes
- Genre : Comédie romantique
- Date de sortie : France : 17 octobre 1979

## Distribution
- Jean Rochefort : Martin Belhomme
- Catherine Deneuve : Eva
- Philippe Leroy : Chalamond
- Michel Beaune : Noël
- Robert Webber : Charley
- Christian Charmetant : Pierre Martin
- Christophe Bourseiller : Christophe
- Dominique Lavanant : Mathilda
- Michel Aumont : Franckie
- Janine Souchon : la vendeuse de la pharmacie
- Georges Aubert : Le contrôleur
- Gérard Darmon : Le provocateur
- Michel Bonnet : l'homme dans la rue

## À noter
- Quatrième collaboration du trio « Rochefort / Robert / Dabadie » après Salut l'artiste, Un éléphant ça trompe énormément et Nous irons tous au paradis, et avant-dernière avant Le Bal des casse-pieds.
- Le film s'ouvre sur une citation de Jules Renard : « N'écoutant que son courage, qui ne lui disait rien, il se garda bien d'intervenir ».
- La pharmacie utilisée pour le tournage est la même que celle de Pour la peau d'un flic, film d'Alain Delon, sorti quelques mois plus tard. Elle se trouve boulevard des Batignolles à Paris.
- Comme pour d'autres musiques de ses films, Vladimir Cosma reprend le thème à la guitare manouche, interprétée par Philip Catherine, comme générique du Dîner de cons[1].
- Dans le cabaret, Catherine Deneuve chante Lady from Amsterdam, chanson composée pour l'occasion par Vladimir Cosma, aux paroles écrites par Boris Bergman et Jean-Loup Dabadie.

## Box-office
- France : 1 165 584

## Distinctions

### Nominations
- 5e cérémonie des César (1980) :
  - César du meilleur acteur pour Jean Rochefort ;
  - César du meilleur acteur dans un second rôle pour Michel Aumont
  - César de la meilleure actrice dans un second rôle pour Dominique Lavanant